# Tichy (Argélia)
Tichy (em árabe: تـيــشــي) é uma cidade localizada na província de Bugia, Argélia. Segundo o censo de 2008, a população total da cidade era de 16 546 habitantes.